# Lietuvos aidas
Lietuvos aidas (pol. „Echo Litwy”) – litewski dziennik założony w 1917 roku przez Antanasa Smetonę, nieoficjalny organ rządu Litwy w latach 1928–1940, ukazujący się ponownie od 1990 roku. 
Pierwszy numer pisma wydano 6 września 1917 roku pod okupacją niemiecką. Inicjatorem powstania i pierwszym redaktorem dziennika był Antanas Smetona. W związku ze sprawowaniem przez niego funkcji przewodniczącego Taryby gazeta stała się jej półoficjalnym organem, który informował Litwinów o kolejnych posunięciach politycznych rządu. W warunkach niemieckich rządów na Litwie pismo było cenzurowane przez władze wojskowe, ukazywał się również jego niemiecki odpowiednik pod nazwą „Litauische Echo”.  
Pierwszy numer miał cztery strony po trzy kolumny. Głównym tematem była wojna, na kolejnych stronach zamieszczono wiadomości krajowe, międzynarodowe, kulturalne i kilka reklam. Nakład wynosił 15 tysięcy egzemplarzy.
Początkowo gazeta była wydawana dwa, następnie trzy razy w tygodniu, dopiero 1 października 1918 roku rozpoczęto regularne wydawanie dziennika (z wyjątkiem niedziel). Oblicza się, że w 1918 roku nakład pisma wynosił ok. 20 tys. egzemplarzy. 
19 lutego 1918 roku w gazecie opublikowano akt niepodległości Litwy – wydarzeniu temu poświęcono cały numer pisma. 
Oprócz polityki gazeta zajmowała się popularyzacją litewskiej kultury i życia społecznego, publikowała dodatek kulturalny „Liuosoji valanda” („Godzina trzecia”), rolniczy „Mūsų ūkis” („Nasze gospodarstwo”). 
Na czele pisma formalnie stał Antanas Smetona, jednak bieżącą działalnością redaktorską zajmowali się Petras Klimas i Liudas Noreika. Po przeniesieniu rządu z Wilna do Kowna w wyniku okupacji bolszewickiej zaprzestano wydawania pisma, zastępując je „Lietuvą” („Litwą”). 

## Ponowne wydawanie dziennika
1 lutego 1928 roku po ośmioletniej przerwie ukazał się kolejny numer „Lietuvos Aidas”, który zastąpił „Lietuvę” i „Lietuvisa”. Na czele redakcji stali: Valentinas Gustainis (1928–1932), Ignas Šeinius (1932–1934) i Vytautas Alantas (1934–1939). Od października 1935 roku pismo ukazywało się dwa razy w ciągu dnia: rano i po południu, a od maja 1939 roku trzykrotnie pod nazwami „Rytinis Lietuvos aidas” („Poranne Echo Litwy”), „Lietuvos aidas” („Echo Litwy”) i „Vakarinis Lietuvos aidas” („Wieczorne Echo Litwy”). Gazeta składała się przeciętnie z 14–16 stron, w 1939 roku była największą i najpopularniejszą gazetą na Litwie, jej nakład osiągnął 90 tys. egzemplarzy. Ostatni numer (5544) został opublikowany 16 czerwca 1940 roku, dzień po wkroczeniu Armii Czerwonej na Litwę. W wyniku okupacji radzieckiej nazwę pisma zmieniono na „Darbo Lietuva” („Litwa pracująca”). 

## Gazeta po 1990 roku
8 maja 1990 ukazał się pierwszy po 49 latach numer pisma. Był wydawany jako gazeta Rady Najwyższej Litewskiej SRR/Republiki Litewskiej oraz rządu litewskiego. Pierwszym redaktorem pisma został Saulius Stoma. W 2000 większość akcji pisma została zakupiona przez Algirdasa Pilvelisa.